# NXT TakeOver: WarGames
NXT TakeOver: WarGames, inizialmente pubblicizzato con il nome di NXT TakeOver: Houston, è stata la diciassettesima edizione della serie NXT TakeOver, prodotta dalla WWE per il suo settore di sviluppo, NXT, e trasmessa live sul WWE Network. L'evento si è svolto il 18 novembre 2017 al Toyota Center di Houston (Texas).
La serie di NXT TakeOver, riservata ai lottatori di NXT (settore di sviluppo della WWE), è iniziata il 29 maggio 2014, con lo show tenutosi alla Full Sail University di Winter Park (Florida) e trasmesso in diretta sul WWE Network.
I dark match sono considerati dalla WWE come registrazioni della successiva puntata di NXT.
Il nome dell'evento deriva da una vecchia stipulazione introdotta per la prima volta nella National Wrestling Alliance) e ripresa successivamente nella World Championship Wrestling, ovvero il WarGames match. In questo caso, ad affrontarsi sono stati l'Undisputed Era, gli  Authors of Pain e Roderick Strong e i SAnitY.

## Risultati
| # | Match | Stipulazioni                                              | Durata |
| - | --- | --------------------------------------------------------- | ------ |
| N | Ruby Riot ha sconfitto Sonya Deville | Single match                                              | 07:05  |
| N | Pete Dunne (c) ha sconfitto Johnny Gargano | Single match per il WWE United Kingdom Championship       | 09:21  |
| 1 | Lars Sullivan ha sconfitto Kassius Ohno | Single match                                              | 05:11  |
| 2 | Aleister Black ha sconfitto Velveteen Dream | Single match                                              | 14:37  |
| 3 | Ember Moon ha sconfitto Kairi Sane, Nikki Cross e Peyton Royce (con Billie Kay) | Fatal 4-Way match per il vacante NXT Women's Championship | 09:52  |
| 4 | Andrade "Cien" Almas (con Zelina Vega) ha sconfitto Drew McIntyre (c) | Single match per l'NXT Championship                       | 14:52  |
| 5 | The Undisputed Era (Adam Cole, Bobby Fish e Kyle O'Reilly) ha sconfitto The Authors of Pain (Akam e Rezar) e Roderick Strong e SAnitY (Alexander Wolfe, Eric Young e Killian Dain) | WarGames match                                            | 36:37  |

La lettera N indica un match andato in onda nella successiva puntata di NXT.